# Wolfgang Müller (Betriebswirt)
Wolfgang Müller (* 10. November 1936 in Eisenach; † 21. September 1993) war ein deutscher Ökonom und Professor für Betriebswirtschaftslehre mit dem Spezialgebiet Versicherungswirtschaft.

## Leben
Wolfgang Müller wurde 1967 an der Universität zu Köln mit der Arbeit Die Simulation betriebswirtschaftlicher Informationssysteme zum Dr. rer. pol. promoviert. 1975 erfolgte die Berufung zum Professor für Betriebswirtschaftslehre an der Johann Wolfgang Goethe-Universität Frankfurt am Main.

## Schriften
- Die Simulation betriebswirtschaftlicher Informationssysteme (= Betriebswirtschaftliche Beiträge. Band 13). Gabler, Wiesbaden 1969, DNB 457650982, doi:10.1007/978-3-663-02230-5 (Dissertation).
- Das Produkt der Versicherung. In: Michael Jung (Hrsg.): Geld und Versicherung. Analysen, Thesen, Perspektiven im Spannungsfeld liberaler Theorie. Festgabe für Wilhelm Seuss. VVW Verlag Versicherungswirtschaft, Karlsruhe 1981, ISBN 3-88487-013-0, S. 155–171.
- Risiko und Ungewißheit. In: Waldemar Wittmann u. a. (Hrsg.): Handwörterbuch der Betriebswirtschaft (= Enzyklopädie der Betriebswirtschaftslehre. Band 1). 5. Auflage. Band 3. Schaffer-Pöschel, Stuttgart 1993, ISBN 3-7910-8033-4, Sp. 3813–3825.
- Informationsökonomische Grundlagen und empirische Überprüfung eines Beschreibungsmodells für Versicherungsprodukte. In: Robert Schwebler (Hrsg.): Dieter Farny und die Versicherungswissenschaft. VVW, Karlsruhe 1994, ISBN 3-88487-404-7, S. 363–380.